# Kikötőmúzeum (Rouen)

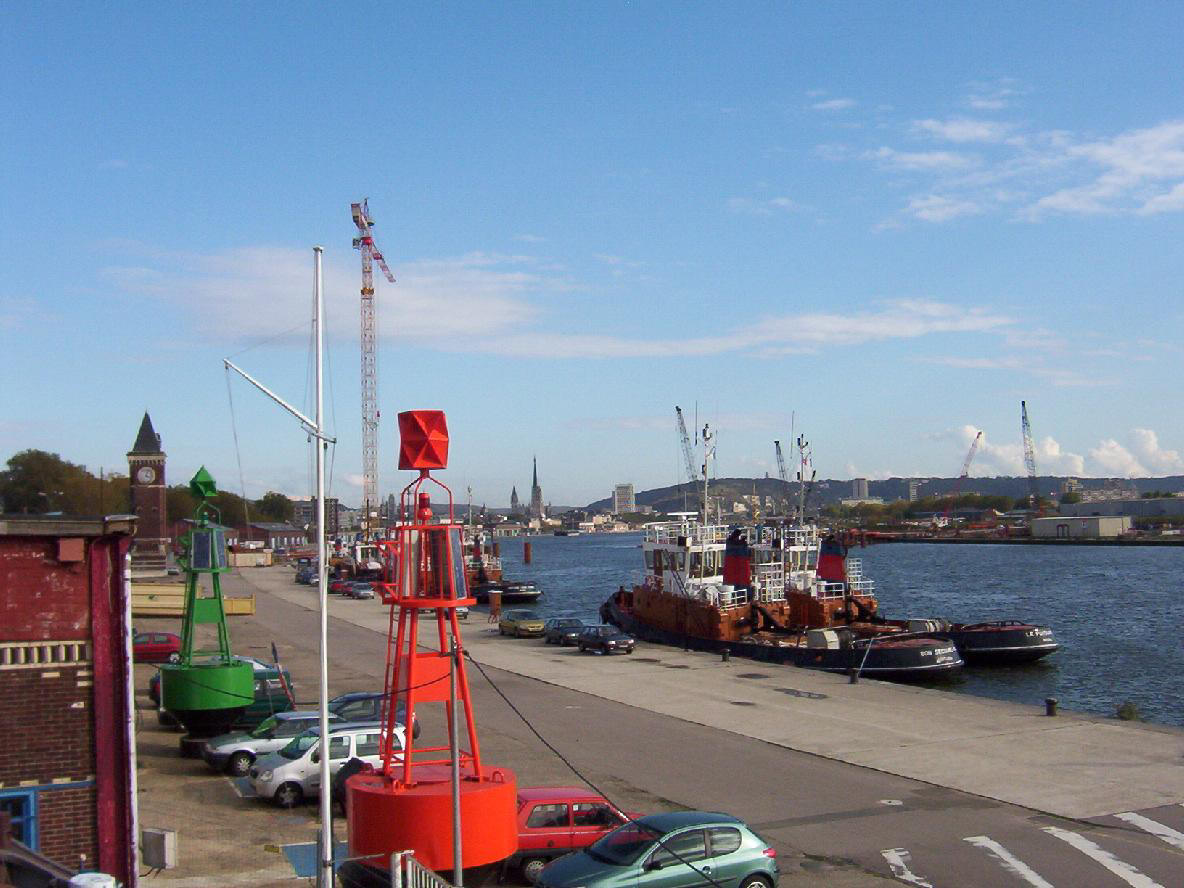
A roueni kikötő

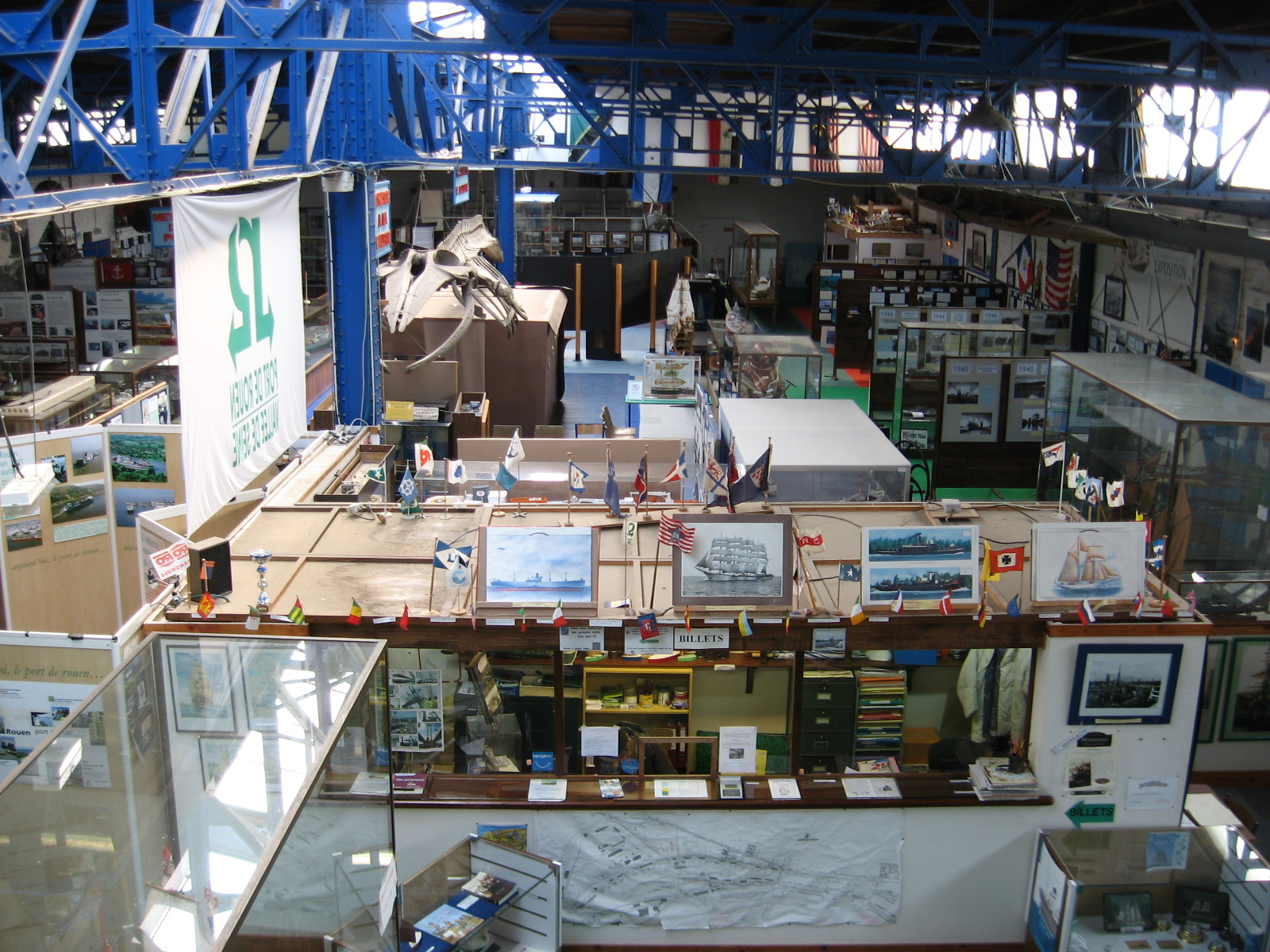
A múzeum belső tere

A Musée maritime fluvial et portuaire de Rouen a franciaországi Rouen kikötőjének történetét bemutató múzeum. A roueni kikötő az egyik legnagyobb az országban. A múzeumot 1999-ben nyitották meg.
A múzeum fő témái:
- a kikötő története fényképekkel, és egy kiállítótér a II. világháború által okozott pusztításról;
- a kikötő infrastruktúrája és a Szajnán épített létesítmények, amelyek a legnagyobb hajók számára is hajózhatóvá teszi;
- Rouen legnagyobb vitorláshajói, egy kiállítóteremmel az Új-Kaledóniából nikkelt szállító hajókkal;
- a kereskedelmi flotta, számos teherhajó makettjével, melyek közül sok a múzeumnak otthont adó hangár előtt vagy annak közelében dokkolt;
- folyami hajózás;
- hajóépítés;
- bálnavadászat, egy bálnacsontvázzal;
- a tengeralattjárók története, Robert Fulton Nautilusának reprodukált belső terével.

A múzeum közepén egy hétéves közönséges barázdásbálna csontváza látható, amit a roueni természettudományi múzeum adott kölcsön.

## Fordítás
- Ez a szócikk részben vagy egészben a Maritime, Fluvial and Harbour Museum of Rouen című angol Wikipédia-szócikk ezen változatának fordításán alapul.  Az eredeti cikk szerkesztőit annak laptörténete sorolja fel. Ez a jelzés csupán a megfogalmazás eredetét és a szerzői jogokat jelzi, nem szolgál a cikkben szereplő információk forrásmegjelöléseként.